# Limpeza social
Limpeza social é um termo da sociologia que se refere à eliminação de elementos sociais "indesejáveis", como criminosos, antimoralistas e sem-tetos. O termo se popularizou no final da década de 1980, quando organizações clandestinas começaram a praticar limpeza social em vários países latino-americanos.

## Brasil
No Brasil, crianças sem-teto foram assassinadas a níveis alarmantes entre as décadas de 1980 e 1990. A hipótese mais aceita para o massacre da Candelária, por exemplo, é a de que os policiais responsáveis pelos assassinatos dos seis menores faziam parte de um grupo de extermínio contratado para realizar a "limpeza" do centro histórico do Rio de Janeiro.

### Alagoas
No início de 2009, o Ministério Público do Estado de Alagoas denunciou seis pessoas suspeitas de participarem de um esquema de "limpeza social" dentro de presídios do Estado. Segundo a denúncia, eles foram responsáveis pela morte de David Cerqueira Vieira, um dos seis detentos encontrados mortos num período de menos de 30 dias, em situações que simulavam o suicídio. Eles foram encontrados entre dezembro de 2008 e janeiro de 2009 enforcados nas celas.

### São Paulo
Em 2006, movimentos sociais denunciaram a prática de limpeza social promovida pelo governo do prefeito Gilberto Kassab em São Paulo. De acordo com as denúncias, estava em curso um processo que, apesar de ser chamado de "revitalização" do Centro, se tratava de uma "higienização" ou "limpeza social", uma vez que as populações pobres estariam sendo expulsas do Centro sem "alternativa de moradia". A mesma denúncia já havia sido feita no governo do antecessor José Serra. No ano seguinte, a Pastoral do Povo de Rua acusou a prefeitura de São Paulo de promover uma política de "limpeza social" contra os sem-tetos do Centro da capital paulista.

### Rio Grande do Sul
Em 2008, a administração municipal de Porto Alegre denunciou que a governadora Yeda Crusius estava fazendo "limpeza social" contra os moradores de rua do município. De acordo com o Conselho Municipal de Assistência Social, pelo menos cinco moradores de rua foram detidos sem motivo aparente por oficiais da Brigada Militar. De acordo com a vice-presidente do Conselho, Iara da Rosa, ela foi proibida de falar com os moradores de rua detidos quando chegou ao quartel. Ela diz que além dos cinco que estavam detidos, chegaram outros dentro de uma van, mas que não conseguiu identificar quantos eram. Rosa garante que as detenções de moradores de rua ocorrem de forma sistemática desde 2006.
O Presidente da Comissão de Direitos Humanos da Câmara Municipal, Guilherme Barbosa (Partido dos Trabalhadores), avalia que a prisão foi ilegal por ter ocorrido na véspera das eleições. O Código Eleitoral brasileiro determina que, cinco dias antes do pleito, nenhum eleitor pode ser detido nem preso, com exceção dos casos de flagrante delito, sentença criminal condenatória por crime inafiançável ou desrespeito a salvo-conduto. Para ele, o que ocorreu foi "uma determinação do comandante-geral, coronel Paulo Mendes". "Num debate da RBS, sobre as pessoas que ficam nas esquinas, ele disse que, para ele, essas pessoas eram lixo", completou.

## Colômbia
De acordo com Noam Chomsky, "o principal violador dos direitos humanos no Hemisfério Ocidental é, de sobra, a Colômbia, que tem antecedentes simplesmente atrozes – eles têm um programa de "purificação social". Antes de qualquer eleição são assassinados membros dos partidos de oposição, líderes sindicais, estudantes e dissidentes, há esquadrões da morte por toda parte". Ele completou que "no recente relatório da Anistia Internacional sobre a Colômbia (...), eles dizem (...) que na Colômbia executam o que é chamado de "purificação social": o Exército e forças paramilitares vão pelas cidades recolhendo "indesejáveis", como os sem-teto, os homossexuais, as prostitutas ou os viciados em drogas, qualquer um de quem não gostem, e simplesmente os levam e os matam, e então os retalham e mutilam seus corpos para transplante de órgãos".
Segundo o Centro Nacional de Memória Histórica (CNMH), a cidade de Cali, a terceira maior cidade da Colômbia em termos de população, é a mais afetada por esses massacres. Entre 1988 e 2013, cerca de 5.000 pessoas foram assassinadas em operações de limpeza social. Para a CNMH, uma agência governamental, 77% desses assassinatos foram alegadamente cometidos por grupos especificamente dedicados à limpeza social, 18% por grupos paramilitares de extrema direita e 5% por grupos não identificados.
De acordo com uma reportagem do Vice News, o assédio policial é comum e leva os sem-teto a refugiarem-se nos canos mais profundos da cidade: "Eles vêm aqui constantemente, agarram-te e levam-te para a esquadra da polícia. Lá eles te batem com força e te borrifam com um poderoso jato de água. Eles dizem que você é bom para limpeza social. Eles não te dizem quando, mas quando é a tua vez, é a tua vez. Quando seus atacantes não conseguem alcançá-los com balas ou facas, eles jogam gasolina nas caixas de visita e os incendeiam: "Há seis meses os paramilitares vieram e incendiaram uma garotinha. Eles derramaram gasolina sobre ela e a incendiaram.

## El Salvador
Em 2005, ativistas dos direitos humanos fizeram pesadas críticas à polícia de El Salvador sobre a forma com as autoridades locais vêm tratando membros de gangues juvenis no país. Segundo denúncia de María Julia Hernández, da Tutela Legal, agência de assistência do Arcebispo de San Salvador, "existem hoje nas principais cidades grupos de extermínio de jovens 'pandilleros' (membros de gangues)". Hernández comparou as ações da polícia aos esquadrões da morte comuns no período da guerra civil salvadorenha, que assolou o país por 12 anos (1980-1992). A denúncia da Igreja Católica salvadorenha sobre a suposta caça aos "pandilleros" causou apreensão entre as entidades defensoras dos direitos humanos no país. O primeiro a se manifestar sobre o assunto foi o bispo-auxiliar de San Salvador, que durante uma missa na semana passada classificou as ações da polícia local como "limpeza social".

## Guatemala
Em 2006, o ministro de Governo da Guatemala, Carlos Vielman, denunciou que policiais e ex-policiais poderiam estar envolvidos em uma série de assassinatos que aponta para uma suposta "limpeza social". Vielman chamou esses grupos de "paralelos" e afirmou que podem ser os responsáveis pelo aumento do número de assassinatos no país desde o início do ano. De acordo com estatísticas oficiais, houve mais de 550 assassinatos nesse período, o que levou o promotor de Direitos Humanos, Sergio Morales, afirmar que "a violência se tornou uma epidemia que parece não ter cura".
A Guatemala tem um histórico de violações aos direitos humanos. Na década de 1980, milhares de indígenas foram assassinados por forças militares e paramilitares. Após o acordo de paz de 1996, que pôs um fim à guerra civil no país, a Guatemala foi atingida por uma série de atividades criminosas. Alguns ex-combatentes da guerra civil se organizaram e começaram a assassinar aqueles que identificavam como sendo criminosos.

## Iraque
Em 2009, a Human Rights Watch denunciou as milícias xiitas e as forças oficiais de segurança do Iraque de estarem fazendo "limpeza social" contra os homossexuais. No relatório da organização sobre o país há a denúncia de que os "corpos são atirados no lixo ou pendurados nas ruas como avisos". Os crimes começaram na capital Bagdá e se alastraram por diversas outras cidades. Foram encontrados diversos cadáveres de homossexuais com a palavra "pervertido" gravada no peito. Os extremistas xiitas também perseguem outras pessoas cujos comportamentos são considerados não-islâmicos, como as mulheres que não tampam a cabeça e aqueles que consomem bebidas alcoólicas.